# Ricardo Sierra Vásquez
Ricardo Sierra Vásquez (Barranquilla, 1963) es un arquitecto, profesor, licenciado en danzas y teatro e investigador cultural colombiano.

## Biografía
Ricardo Enrique Sierra Vásquez es un arquitecto barranquillero egresado de la Universidad del Atlántico. También realizó estudios en la Universidad Antonio Nariño, donde se graduó como licenciado en Danza y Teatro. Sierra Vásquez posee una amplia experiencia en danzas, siendo seleccionado como director de danzas folclóricas de la Universidad Libre en 1997; también es director en la Universidad del Atlántico. Ha ejercido como instructor de danzas de diversas instituciones educativas y de la Contraloría General de la República (Atlántico), conferencista nacional e internacional en temas relacionados con el folclor colombiano y coreógrafo de producciones, eventos y festivales culturales. En 2018 fue designado como Rey Momo del Carnaval de Barranquilla por la junta directiva de Carnaval S.A.
Ha obtenido diversos reconocimientos culturales, entre ellos, varios Congos de Oro en la modalidad Garabato y otros 12 trofeos con el grupo de Danzas Especiales de la Universidad Libre seccional Barranquilla, todos entregados en el evento del Carnaval de Barranquilla. También ha realizado diversas investigaciones folclóricas y culturales, como por ejemplo, Danza de Negros, Palenque Guarumal y Antología de la Cumbia, entre otras.

## Investigaciones folclóricas y culturales
Todos sus trabajos investigativos:
- Palenque Guarumal
- Los Doce Pares de Francia
- Antología de la Cumbia
- Danza del Gallego
- Danza de los Negros Mata a la Tigra
- Diablos y Cucambas
- Etnias Negras
- Danza de Negros
- San Agatón Danza de Diablos y Caballitos
- Danza de los Indios Farotos